# Suzlon Energy

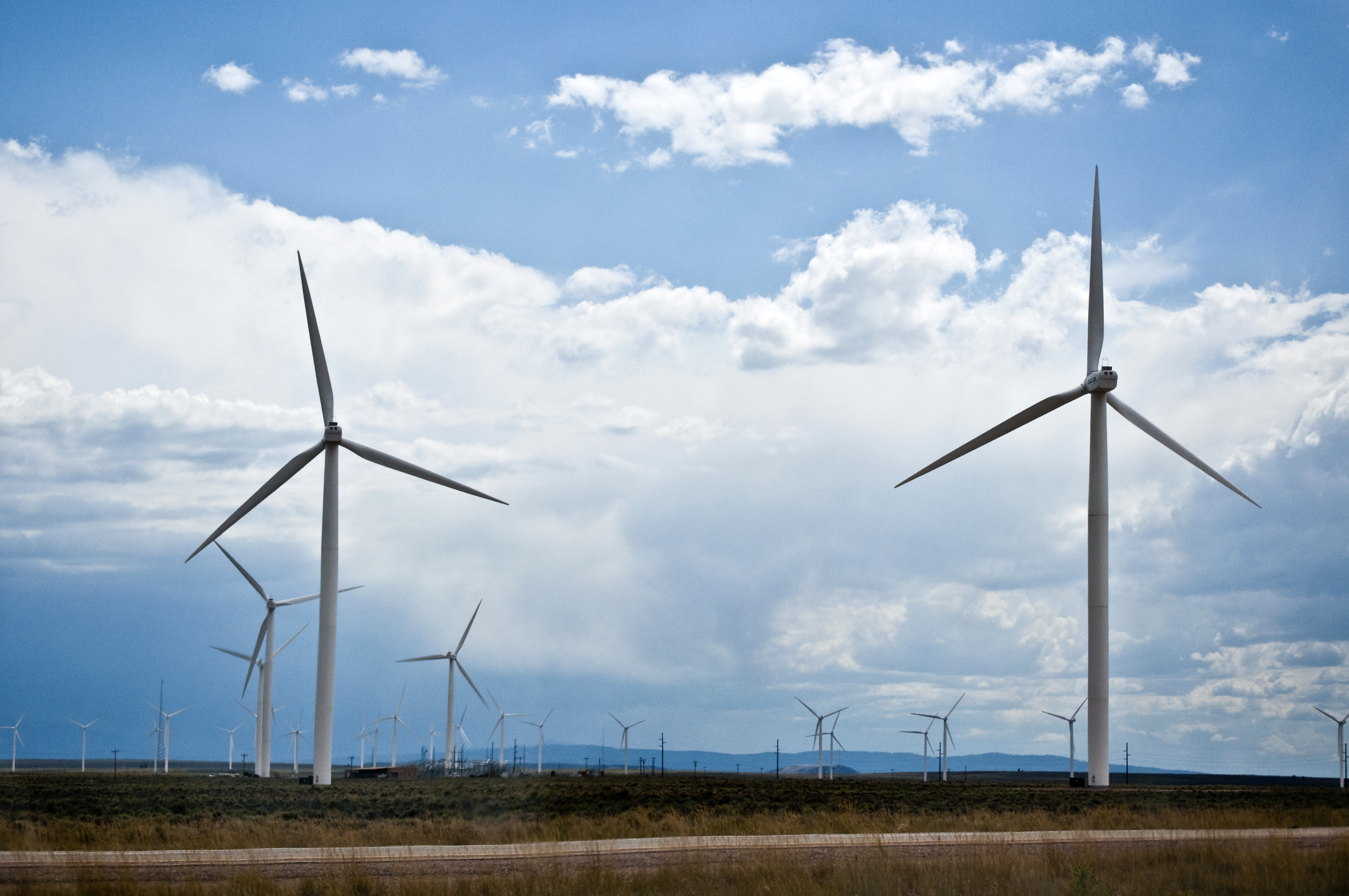
Aerogeneradores de Suzlon instalados en EE.UU.

Suzlon Energy (BSE 532667 Bolsa de Valores de Bombay) es una empresa de electricidad eólica de India. En términos de cuota de Mercado, es el mayor fabricante de turbinas eólicas de Asia (y el quinto del mundo). En términos de valor neto, es la compañía eólica líder del mundo. Con sus oficinas centrales en Pune, tiene varias fábricas en  India incluyendo Pondicherry, Daman, Bhuj y Gandhidham así como en  China continental, Alemania y Bélgica. La empresa aparece listada en la  Bolsa Nacional de India y en la Bolsa de Bombay.